# Spermophorides
Spermophorides är ett släkte av spindlar. Spermophorides ingår i familjen dallerspindlar.

## Dottertaxa tillSpermophorides, i alfabetisk ordning[1]
- Spermophorides africana
- Spermophorides anophthalma
- Spermophorides baunei
- Spermophorides caesaris
- Spermophorides cuneata
- Spermophorides elevata
- Spermophorides esperanza
- Spermophorides flava
- Spermophorides fuertecavensis
- Spermophorides fuerteventurensis
- Spermophorides gibbifera
- Spermophorides gomerensis
- Spermophorides hermiguensis
- Spermophorides heterogibbifera
- Spermophorides hierroensis
- Spermophorides huberti
- Spermophorides icodensis
- Spermophorides lanzarotensis
- Spermophorides lascars
- Spermophorides mamma
- Spermophorides mammata
- Spermophorides mediterranea
- Spermophorides mercedes
- Spermophorides petraea
- Spermophorides pseudomamma
- Spermophorides ramblae
- Spermophorides reventoni
- Spermophorides sciakyi
- Spermophorides selvagensis
- Spermophorides simoni
- Spermophorides tenerifensis
- Spermophorides tenoensis
- Spermophorides tilos
- Spermophorides valentiana